# حوزه انتخابیه بیست‌وهشتم کالیفرنیا
حوزه انتخابیه بیست‌وهشتم کالیفرنیا یک حوزه انتخابیه مجلس نمایندگان آمریکا است که در ایالت کالیفرنیا قرار دارد.